# L.H.O.O.Q.
『L.H.O.O.Q.』（フランス語発音: [el aʃ o o ky]、エラショオキュ）とは、マルセル・デュシャンが1919年に発表した芸術作品。レオナルド・ダ・ヴィンチの『モナリザ』を複製した安価な絵葉書に、デュシャン自らが鉛筆で口ひげやあごひげを描き加え、題名を付したものである。
これ以前にも日常品を加工することで芸術品に仕立て上げるか、（『泉』のように）単に名前を変えた上で画廊に飾ったことでも知られ、本作もこうしたレディ・メイド路線の延長線上に位置付けられている。

## 概要

レオナルド・ダ・ヴィンチの『モナリザ』

題名をフランス語で発音すると「エラ・ショ・オ・キュ（èlacho o ku）」となり、「Elle a chaud au cul（「彼女はお尻が熱い」、つまり「性的に興奮した女性」といった意味）という文章になる。この解釈は後年のインタビューでデュシャンも支持する所であり、「下に火が付いている」位の解釈で良いとしている。

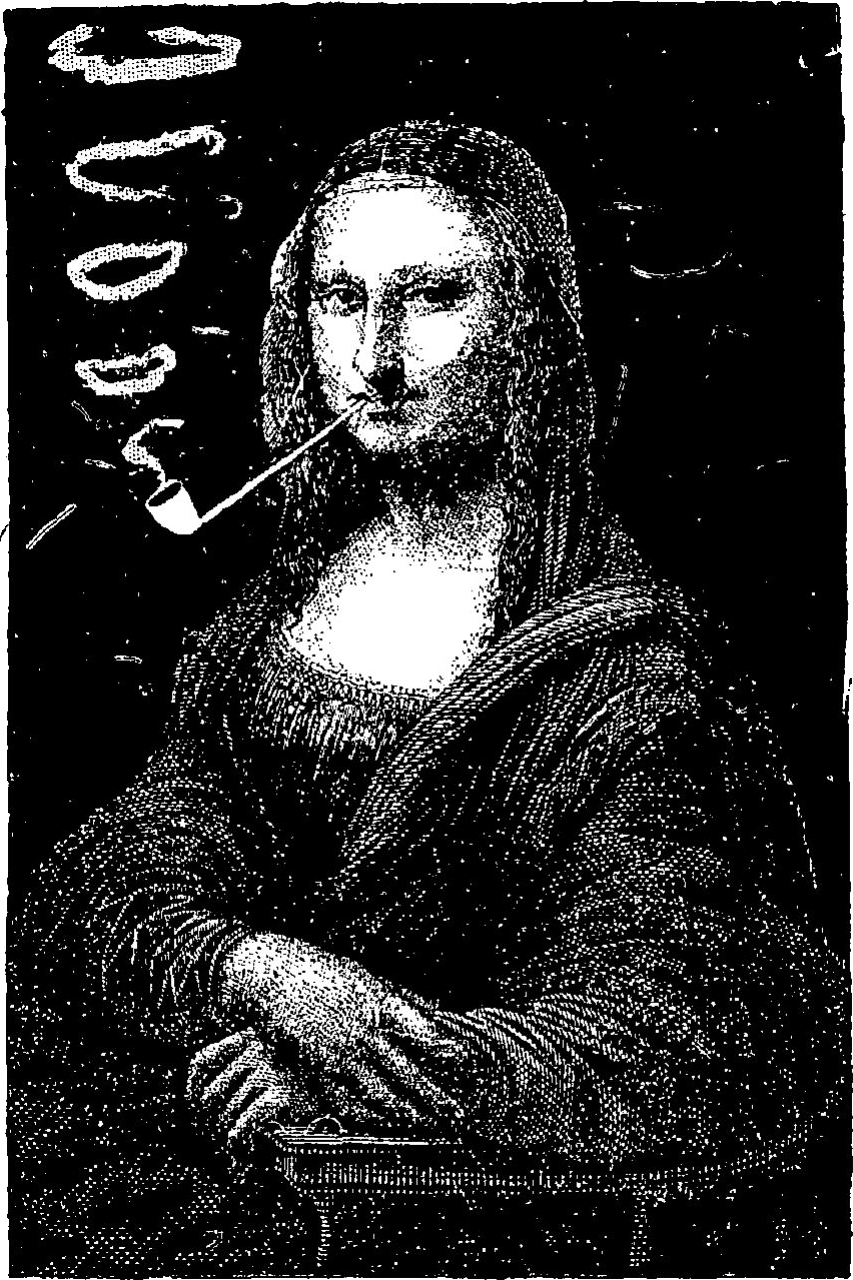
ウジェーヌ・バタイユによる『パイプをふかすモナリザ』(1887)

数多くの既製品の場合と同様、デュシャンは生涯にわたり本作の様々なサイズの複製を様々なメディアで発表。その1つがカードに『モナリザ』のモノクロ複製を貼っただけの、『ひげを剃ったL.H.O.O.Q.』という作品である。男性化した女性は「性の逆転」というテーマを取り入れており、女性風の筆名「ローズ・セラヴィ（Rrose Sélavy、フランス語で「エロス、それは人生」の意）」を用いていたデュシャンにとって馴染み深いものであった。
ロンダ・ローランド・シェーラーによると、完全なレディメイドというわけではなく、デュシャン自身の顔を一部モデルにしているという。

## バージョン
- 1919年版 - ポンピドゥー・センター内の国立現代美術館に所蔵。
- 1920年版 - 現在行方不明。
- 1930年版 - 大判の複製。パリの個人所蔵。
- 1940年版 - 現物のカラー複製。1981年盗難に遭い、以後行方不明。
- 1958年版 - バルセロナのアントニ・タピエスコレクション所蔵。
- 1960年版 - 木板に油彩。ニューヨークのドロテア・タニングのコレクション所蔵。
- 1964年版 - ミラノのアルトゥロ・シュヴァルツのコレクション所蔵。
- 1965年版 - 所謂「ひげを剃ったL.H.O.O.Q.」。デュシャンが知人に配ったディナーの招待状に貼付[5]